# Maxim de Griek

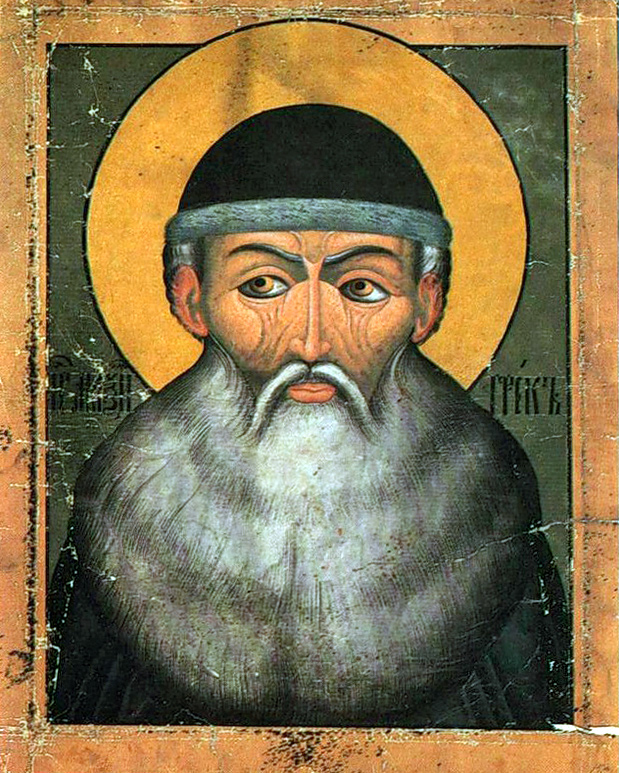
Maxim de Griek

Maxim de Griek (Russisch: Максим Грек, Maksim Grek), geboren als Michail Trivolis Grieks: Μιχαήλ Τρίβολης. (Arta, 1470 - Sergiev Posad (Rusland), 21 januari 1556) was een Grieks schrijver, vertaler en monnik. Hij is een heilige van de Orthodoxe Kerk.

## Leven
Trivolis kwam uit een aristocratische familie en kreeg een vooraanstaande scholing. Hij doorliep de school in Korfoe. Op de leeftijd van ongeveer 20 jaar verhuisde hij naar Italië om klassieke talen te leren en zich aan filosofische studies te wijden. Hij werd er beïnvloed door humanisten als Aldo Manuzio. In Florence hoorde hij Savonarola preken. In 1507 keerde hij terug naar Griekenland en werd monnik in een klooster op de berg Athos, waar hij de kloosternaam Maxim aannam. In 1517 kreeg hij een oproep van de grootvorst Vasily III, die vertalers zocht voor de verbetering en verspreiding van de Russische liturgische boeken. Maxim, die nog geen Russisch sprak, verhuisde in 1518 naar Moskou. Spoedig kreeg hij vanwege het vertaalwerk een conflict met de patriarch Daniel (overleden in 1539), die hem in 1525 door een synode als ketter liet veroordelen en opsloot in een klooster. Door zijn afwijzing van het tweede huwelijk van de grootvorst liep Maxim ook de vijandschap op van deze grootvorst en zijn echtgenote, de latere regentes Elena Glinskaya en werd hij in 1531 opnieuw veroordeeld. De jaren 1525-1556 bracht hij meestal in gevangenschap in verschillende kloosters door. Maxim overleed in het klooster Troitse-Sergieva Lavra.

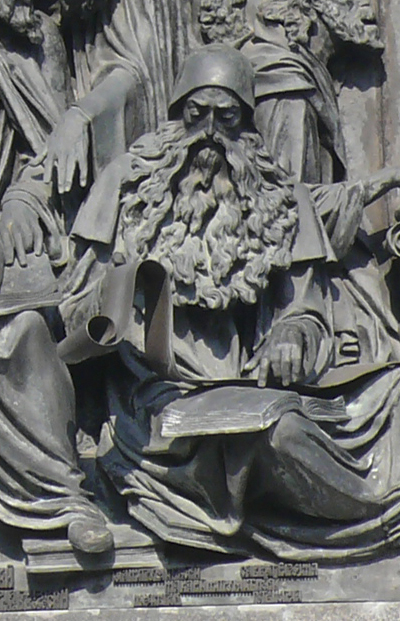
Monument in Novgorod

Maxim de Griek hoort tot de persoonlijkheden van de Russische geschiedenis die worden getoond op het in 1862 voltooide nationale monument Millennium van Rusland in het Kremlin van Novgorod.